# Bohumil Bareš

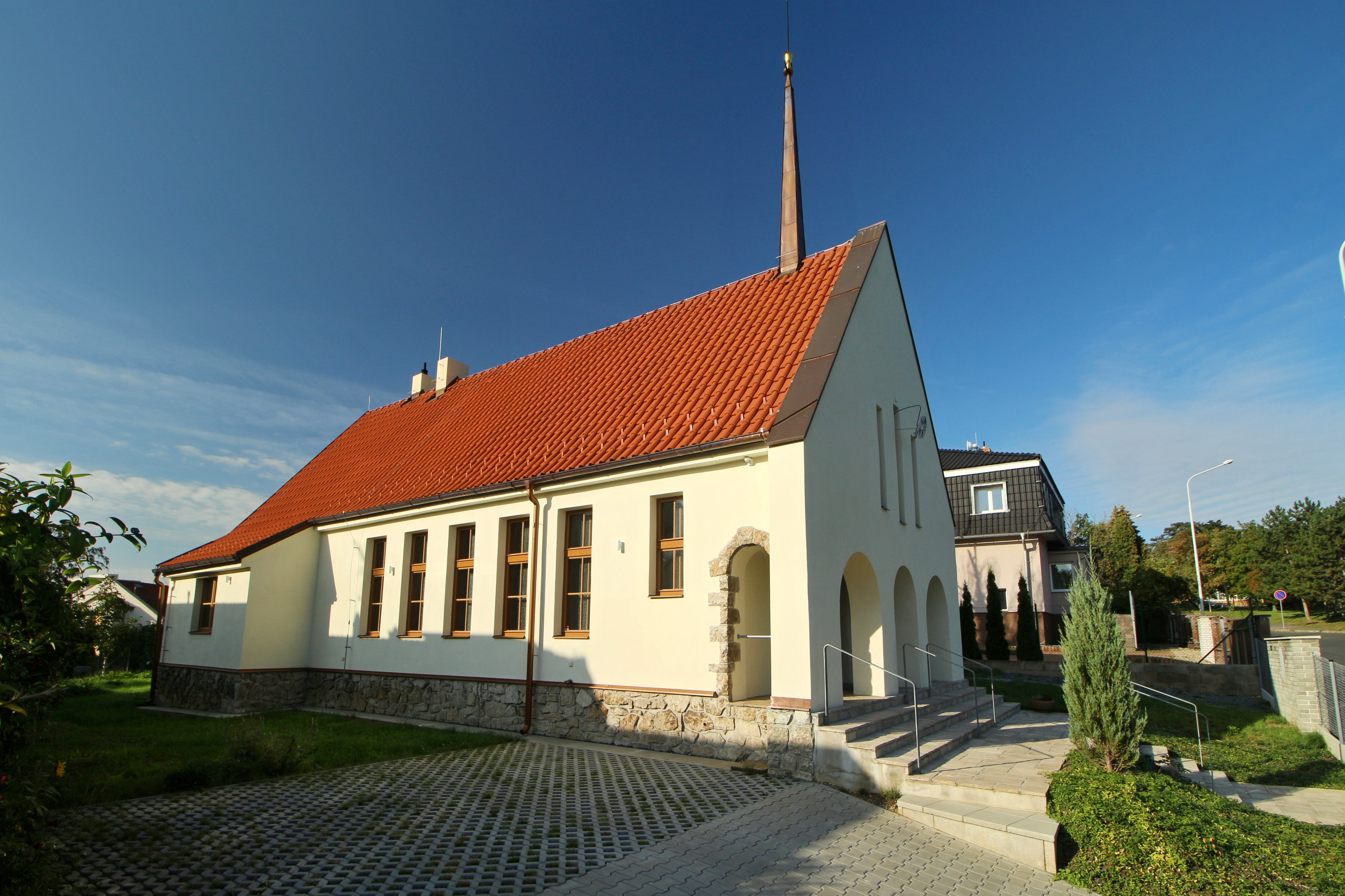
Milíčova modlitebna v Praze-Malešicích po rekonstrukci

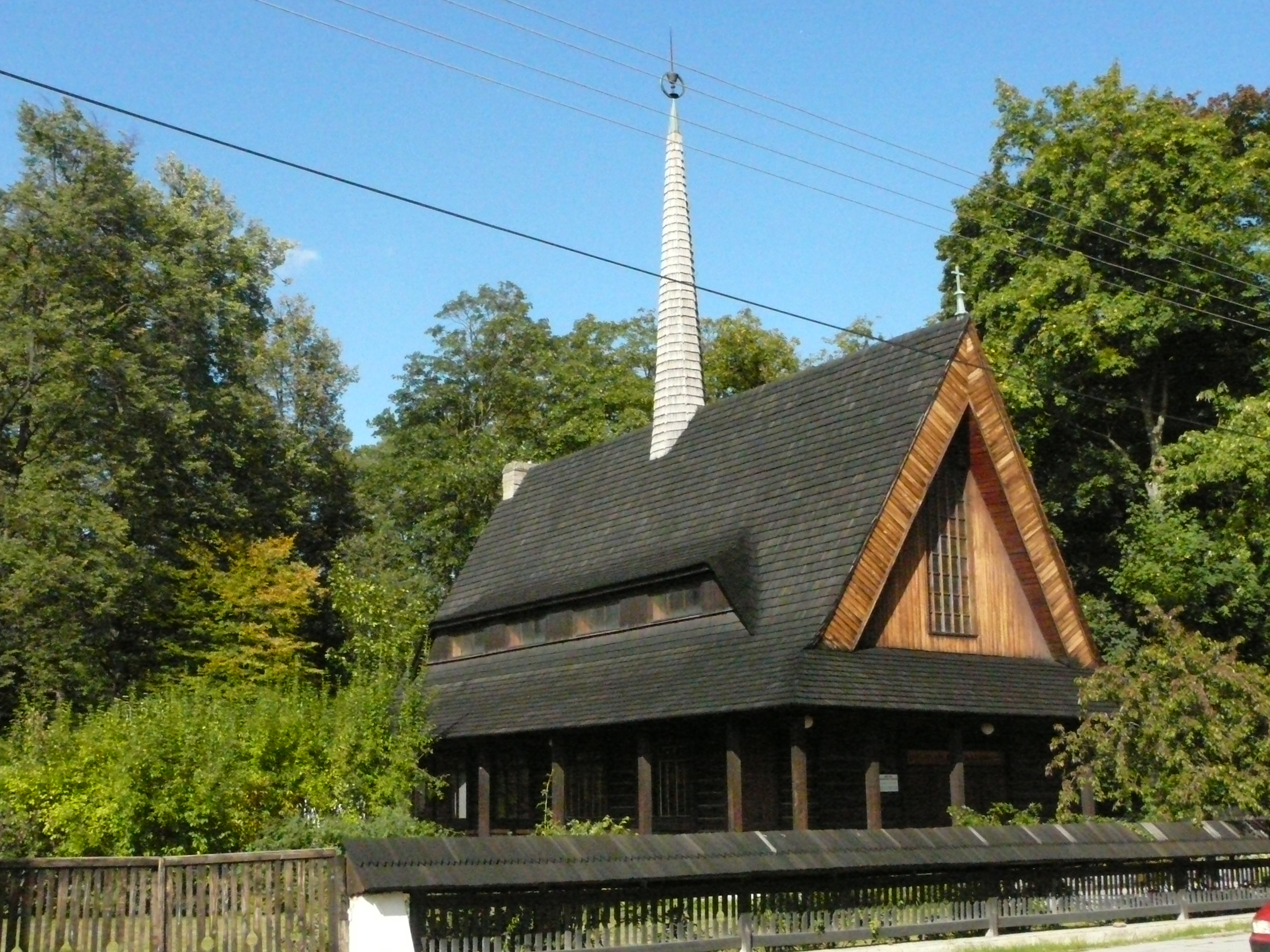
Kostel českobratrský - Rožnov pod Radhoštěm

Bohumil Bareš (2. srpna 1906 Louny – 24. října 1965 Praha) byl český architekt.

## Život
V letech 1926-1932 vystudoval ČVUT.
Je pohřben na Olšanech, VII. hřbitov, 7, 369.

## Dílo
- 1950-1953 Evangelický kostel (Chotiněves)
- 1950-1953 Evangelický kostel (Rožnov pod Radhoštěm)[4]
- 1952 Milíčova modlitebna v Praze Malešicích

Někdy bývá zaměňován Bohumil Bareš se svým starším bratrem Pavlem Barešem.